# Scepomycter
Scepomycter es un género de aves paseriformes de la familia Cisticolidae. Contiene dos especies endémicas de los bosques de montaña del arco montañoso Oriental de Tanzania. Son pájaros pequeños de plumajes grises con la cabeza naranja rojiza. Durante mucho tiempo se consideró un género monotípico, pero 2009 se escindió en dos especies.

## Especies
Se reconocen las siguientes especies:
- Scepomycter winifredae (Moreau, 1938) - prinia de Winifred;
- Scepomycter rubehoensis Bowie, Fjeldså & Kiure, 2009 - prinia del Rubeho.